# Massimo Marchesotti
Massimo Marchesotti (Milano, 1º giugno 1935 – Milano, 2 dicembre 2019) è stato un pittore, direttore di coro e musicologo italiano.

## Biografia
Inizia gli studi musicali da giovane e si diploma al conservatorio G. Verdi di Milano. Diventa pittore di professione, coltivando interesse per la musica. Nell'ambito dell'etnomusicologia raccoglie sul campo diversi documenti sonori e recupera canti popolari regionali di interesse storico, contribuendo a mantenere in vita documenti musicali e poetici di rilievo.

## Musica
Entra a fare parte del Coro A.N.A. di Milano nel 1955, divenendone il direttore artistico nel 1973. Viene invitato in giuria nei più importanti concorsi di musica corale sia in Italia che all'estero e parallelamente si dedica alla trascrizione di testi musicali popolari e alla composizione di brani inediti, in collaborazione con musicisti come Bruno Bettinelli, Luciano Chailly, Bruno Zanolini, Piero Soffici e Giovanni Veneri. Recupera canzoni popolari regionali di interesse storico e pressoché sconosciute. Pubblica diversi testi sul rapporto tra musica e coralità, collaborando alla realizzazione di film, opere teatrali, documenti sonori e volumi dedicati agli alpini e alla montagna. Viene eletto Presidente dell'U.S.C.I. - Unione Società Corali Italiane - Delegazione Provinciale di Milano nel 1981.
Il 3 maggio 2019 in occasione della 92ª Adunata Nazionale degli Alpini, dirige il Coro A.N.A. di Milano al Teatro alla Scala di Milano, in un concerto intitolato Canti degli Alpini e ballate popolari, con la regia di Marco Merlini e la partecipazione di Pamela Villoresi.

## Pittura
Dagli anni sessanta partecipa a mostre collettive e personali che gli concedono significative affermazioni nazionali ed internazionali. Viene premiato nel 1971 con la Medaglia d'Oro dal Presidente della Camera dei Deputati al Concorso Internazionale d'Arte Contemporanea MTI71 (il quadro si trova a Montecitorio). Subentrerà in lui un atteggiamento di approfondimento e di indagine sulla condizione dell'uomo nel contesto della società, tema questo che non abbandonerà più.
Nel 1986 il CONI gli affida l'incarico di organizzare 45 Pittori illustrano lo sport tenutosi al Foro Italico a Roma, in quell'occasione lavora con Ennio Calabria, Franco Angeli, Titina Maselli. Espone a Berlino con il Gruppo Bergfelde affinando con questo gruppo le tecniche dell'incisione.
L'incontro con lo scrittore Luigi Santucci che gli permetterà di illustrare un suo racconto. Nel 1991 entra nel sodalizio del "Raccolto" fondato da Daniele Oppi, Giorgio Seveso, Mario Spinella ed altri artisti e intellettuali italiani.
Ha tenuto mostre personali a Milano, Verona, Vicenza, Siena, Padova, Bologna, Barcellona, Lisbona, Berlino, Trento, Merano, New York, Roma, Vienna, Venezia, Catania, Sydney ed in diverse altre città in Francia e in Danimarca.
Attratto dalla luce dei paesi del Nord, per oltre vent'anni conduce un'approfondita indagine sul paesaggio e sulla figura che lo portano a realizzare oli, disegni ed acquerelli. In questo contesto alcune gallerie danesi si interessano alla sua pittura ed espongono i suoi lavori.

## Premi e riconoscimenti
- Medaglia d'oro al Concorso internazionale d'arte contemporanea MTI71,
- Premio La Bollente ad Acqui Terme "per essersi distinto nell'opera svolta a favore del canto corale",
- Attestato di civica benemerenza del comune di Milano nel 2005 "per la sua lunga attività artistica sia nel campo dell'arte figurativa sia in quella della musica".